# ДС-У2-Д
ДС-У2-Д (- Дозиметрический) — тип советских научно-исследовательских космических аппаратов разработанных в ОКБ-586 (ныне КБ «Южное») и предназначенных для снятия дозиметрических карт радиационных полей на высотах от 230 км до 1650 км в широком диапазоне географических широт и долгот.

## История создания
В декабре 1959 года создается Межведомственный научно-технический совет по космическим исследованиям при Академии Наук СССР во главе с академиком М. В. Келдышем, на который возлагается разработка тематических планов по созданию космических аппаратов, выдача основных тематических заданий, научно-техническая координация работ по исследованию и освоению верхних слоев атмосферы и космического пространства, подготовка вопросов организации международного сотрудничества в космических исследованиях.
Членом Президиума Межведомственного научно-технического совета по космическим исследованиям утверждается М. К. Янгель. В области прикладных задач проведения подобных работ было поручено НИИ-4 Министерства обороны СССР.
В 1962 году в программу второй очереди пусков ракеты-носителя «63С1», были включены космические аппараты «ДС-А1», «ДС-П1», «ДС-МТ» и «ДС-МГ».
Положительные результаты первых работ, подтвердившие перспективность дистанционных методов решения научных и прикладных задач, стимулировали огромный поток заявок на разработки новых научно-исследовательских космических аппаратов с различной целевой аппаратурой на борту.
После проведения поисковых проектных работ по разработки новой модификации исследовательских спутников стало очевидно, что в связи с многообразием исследовательских задач и различиями между требованиями к новой серии, разработать аппарат одного типа было практически невозможно.
В 1963 году было принято решение о создании трёх модификаций унифицированной спутниковой платформы:
- ДС-У1 — неориентированный в пространстве космический аппарат с химическими источниками энергии;
- ДС-У2 — неориентированный в пространстве космический аппарат с солнечными батареями, в качестве источника энергии;
- ДС-У3 — ориентированный на Солнце космический аппарат с солнечными батареями, в качестве источника энергии.

Малые космические спутниковые платформы стали инструментальной базой для организации международного сотрудничества в области исследования космического пространства по программе «Интеркосмос».

## Особенности конструкции

### Корпус
Основным узлом каждой модификации унифицированной платформы является герметичный корпус, выполненный из специального алюминиевого сплава — АМг-6, что было продиктовано необходимостью обеспечения определенных климатических условий в середини корпуса аппарата. Цилиндрический корпус длиной 1,46 м и диаметром 0,8 м условно разделен на три отсека:
- отсек научной аппаратуры;
- отсек комплекса основных и вспомогательных систем;
- отсек электроснабжения.

### Солнечные батареи
Солнечная батарея общей площадью 5 м2 представляет собой восьмигранную призму с четырьмя поворотными панелями. Основанием солнечной батареи является штампованный каркас, выполненный из комбинации алюминиевых и магнитных сплавов.
На гранях и торцевых поверхностях каркаса устанавливаются стационарные панели солнечной батареи. Четыре поворотные панели прикреплены к каркасу с помощью поворотных механизмов.
В транспортном положении поворотные панели солнечной батареи закреплены на каркасе в свернутом положении. Открепление и установка солнечных панелей происходит во время отделения космического аппарата от ракеты-носителя.
На всех модификациях спутниковых платформ «ДС-У2» и «ДС-У3» применялись фотоэлектрические системы электроснабжения с солнечными батареями кремниевых фотопреобразователей и электрохимическими батареями серебряно-цинковых аккумуляторов, работающих в буферных зарядно — рязрядных режимах.

### Бортовой аппаратный комплекс
Бортовой аппаратный комплекс космического аппарата типа «ДС-У2-Д» предназначается для командно-информационного, энергетического, климатического и сервисного обеспечения функционирования аппаратуры целевого назначения космического аппарата.
В состав радиотехнического комплекса входит:
- «БРКЛ-Б» — аппаратура командной радиолинии связи, представляет собой узкополосный приемник-дешифратор переданных с Земли сигналов для преобразования их в команды немедленного исполнения;
- «Краб» — аппаратура радиоконтроля орбиты и телесигнализации представляет собой передатчик высокостабильного двухчастотного когерентного сигнала излучения, который используется наземной станцией для

определения орбитальной скорости космического аппарата, а также для передачи информации с датчиков телеметрии;
- «Трал-П2» — аппаратура телеконтроля с запоминающим устройством «ЗУ-2С».

В состав научной аппаратуры входит:
- «ДА-1» - прибор, состоящий из блока электроники «Да-1а», блока фотоумножителей «ДА-1б», блока магнитных анализаторов «ДА-1в» и телескопа «ДА-1г»;
- «ДА-2» - прибор, состоящий из блока электроники «Да-2а», спектрометра протонов «ДА-2б», блока счётчиков Гейгера «ДА-2в» и выносного счётчика Гейгера «ДА-2г»;

## Предназначения платформы
Спутниковая платформа космических аппаратов типа «ДС-У2-Д» была предназначена для проведения следующих научных экспериментов:
- непосредственное определение радиационной опасности, которая может возникнуть в условиях космического полёта при воздействии излучения радиационных поясов Земли и излучений, сопровождающих ядерные взрывы на больших высотах и крупные вспышки на Солнце;
- снятие дозиметрических карт радиационных полей на высотах от 230 км до 1650 км в широком диапазоне географических широт и долгот.

Заказчиком и постановщиком данного научного эксперимента был Научно-исследовательский институт ядерной физики Московского государственного университета Министерства высшего и среднего специального образования РСФСР (ныне - НИИЯФ МГУ).

## Эксплуатация
На базе платформы «ДС-У2-Д» было разработано и запущено со стартовой площадки космодрома «Капустин Яр» два космических аппарата серии «Космос», а именно:
- «Космос-137»;
- «Космос-219».

## Результаты экспериментов
В результате работы с аппаратами «ДС-У2-Д» получен большой объем ценной научной информации о заряженных частицах естественных и искусственных радиационных поясов Земли и первичном космическом излучении.
Также в ходе полёта была составлена карта распределения радиации всего околоземного пространства на высотах от 220 км до 1700 км. Кроме этого были измерены поглощенные космическим аппаратом дозы радиации.